# Neil Danns
Neil Alexander Danns, né le 23 novembre 1982 à Liverpool, est un footballeur international guyanien qui possède aussi la nationalité anglaise.

## Biographie
Avec le club des Blackburn Rovers, il joue un match en Coupe de l'UEFA en 2002 face à l'équipe bulgare du CSKA Sofia. C'est le seul match de sa carrière en coupe d'Europe.
Il reçoit sa première sélection en équipe du Guyana lors de l'année 2015.
Le 21 juillet 2016, il rejoint Bury.
Le 31 janvier 2017, il est prêté à Blackpool
En juin 2019, il est retenu par le sélectionneur Michael Johnson afin de participer à la Gold Cup organisée aux États-Unis, en Jamaïque et au Costa Rica.

## Palmarès

### En club
Leicester City
- Championnat d'Angleterre de D2 :
  - Champion en 2014.

 Connah's Quay Nomads
- Championnat du Pays de Galles :
  - Champion en 2021.

 Bury FC
- Football League Two :
  - Vice-champion en 2019

### Distinctions personnelles
- 2006 Membre de l'équipe type de Football League One en 2006.